# Ranton
Ranton é uma comuna francesa na região administrativa da Nova Aquitânia, no departamento de Vienne. Estende-se por uma área de 6,07 km². Em 2010 a comuna tinha 200 habitantes (densidade: 32,9 hab./km²).